# NGC 7660
NGC 7660 (również PGC 71413 lub UGC 12594) – galaktyka eliptyczna (E), znajdująca się w gwiazdozbiorze Pegaza. Odkrył ją John Herschel 5 września 1828 roku.